# WrestleMania 41
WrestleMania 41, còn được biết đến với tên gọi WrestleMania Vegas, là sự kiện đấu vật chuyên nghiệp do WWE tổ chức vào năm 2025. Đây là kỳ WrestleMania lần thứ 41 và diễn ra trong hai đêm: Thứ Bảy ngày 19 tháng 4 và Chủ Nhật ngày 20 tháng 4 năm 2025, tại Sân vận động Allegiant ở Paradise, Nevada. Đây đánh dấu lần thứ hai WrestleMania được tổ chức tại khu vực Las Vegas, sau WrestleMania IX năm 1993 tại Caesars Palace.
Sự kiện được phát sóng trực tiếp qua truyền hình trả tiền (PPV) và livestream, với sự góp mặt của các siêu sao đến từ hai thương hiệu chính của WWE: Raw và SmackDown.
WrestleMania 41 cũng ghi dấu một cột mốc lịch sử, trở thành kỳ WrestleMania đầu tiên được phát trực tiếp trên Netflix tại phần lớn thị trường quốc tế, sau khi nền tảng này ký hợp đồng bản quyền kéo dài 10 năm với WWE vào tháng 1 năm 2025. Đây cũng là lần đầu tiên WrestleMania diễn ra vào cuối tuần Lễ Phục Sinh, và đặc biệt là sự kiện đánh dấu màn trở lại thi đấu tại WrestleMania của CM Punk kể từ năm 2013, với trận đấu main event đầu tiên trong sự nghiệp WrestleMania của anh.
Đây cũng là sự kiện vô cùng đặc biệt khi John Cena thi đấu trận WrestleMania cuối cùng, trước khi chính thức giải nghệ khỏi làng đấu vật chuyên nghiệp vào cuối năm 2025.
Tổng cộng có 14 trận đấu được chia đều cho hai đêm.

### Đêm 1 (Night 1):
Trận đấu chính là trận tay ba (triple threat) giữa Seth Rollins (Raw), CM Punk (Raw) và Roman Reigns (SmackDown). Rollins giành chiến thắng, nhưng điều gây sốc chính là sự phản bội của Paul Heyman, người đã quay lưng với cả Punk lẫn Reigns để về phe Rollins, tạo nên một bước ngoặt lịch sử.
Những trận đáng chú ý khác trong đêm:
- Trận mở màn: Jey Uso khiến cả sân vận động bùng nổ khi buộc Gunther phải đầu hàng, giành đai vô địch WWE hạng nặng thế giới của RAW – một chiến thắng lịch sử bằng submission.
- Jacob Fatu đánh bại LA Knight để giành đai vô địch WWE Hoa Kỳ của SmackDown.
- Tiffany Stratton giữ vững đai vô địch nữ của SmackDown sau khi đánh bại Charlotte Flair.

### Đêm 2 (Night 2):
John Cena trở thành tâm điểm của toàn thế giới khi đánh bại Cody Rhodes để giành đai vô địch WWE không thể tranh cãi của SmackDown, thiết lập kỷ lục 17 lần vô địch thế giới WWE – phá vỡ thế cân bằng lịch sử giữa anh và Ric Flair.
Những trận đấu nổi bật khác:
- Trận mở màn: Iyo Sky (Raw) xuất sắc giữ được đai vô địch WWE nữ thế giới sau khi vượt qua Bianca Belair (SmackDown) và Rhea Ripley (Raw) trong trận tay ba (triple threat).
- Dominik Mysterio vượt qua Bron Breakker (cựu vô địch), Finn Bálor và Penta trong trận tay bốn (fatal four-way), để trở thành tân vô địch Liên lục địa của WWE.
- Drew McIntyre bước vào trận Sin City Street Fight đầy máu lửa và giành chiến thắng trước Damian Priest.

WrestleMania 41 đã khép lại với những khoảnh khắc để đời, những cú sốc không thể lường trước và những cột mốc làm rung chuyển lịch sử WWE. Một WrestleMania mang dấu ấn của sự kết thúc, sự trở lại, và những khởi đầu mới.

## Chi tiết sự kiện

### Thông tin

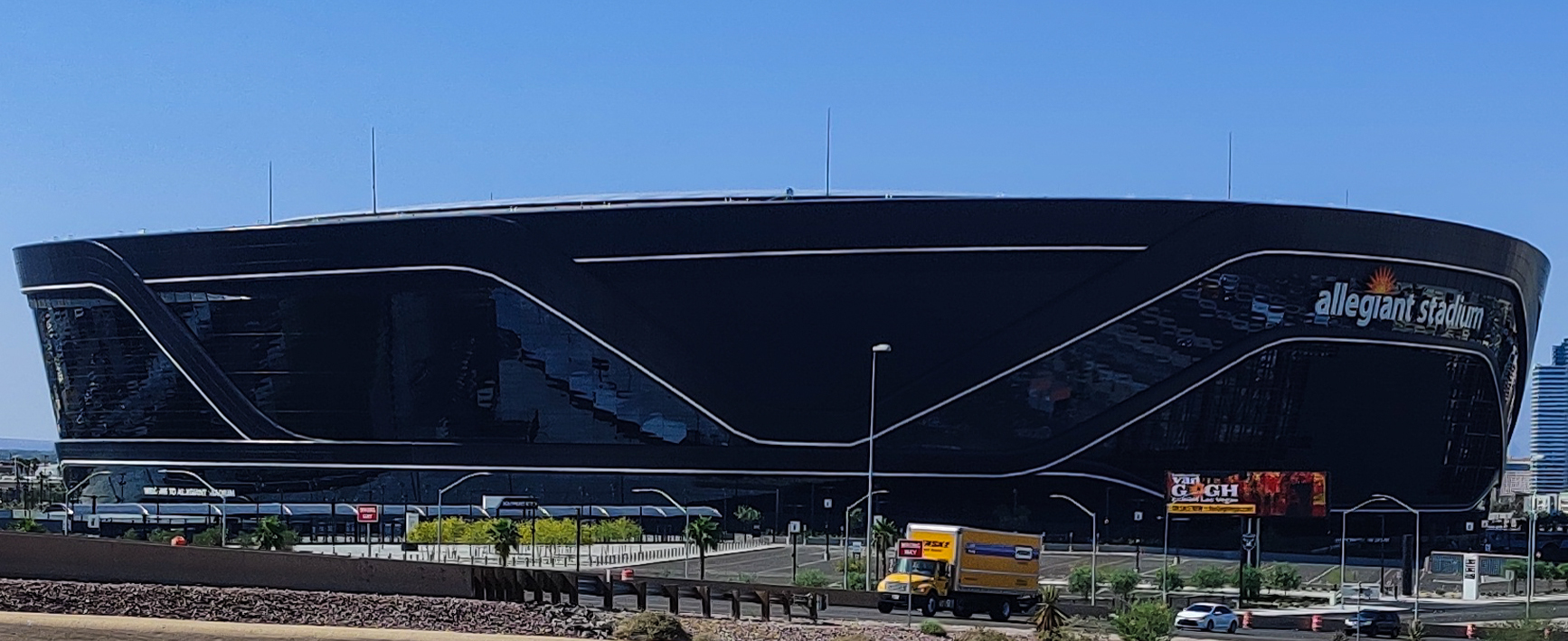
Sự kiện lần này sẽ được tổ chức tại Sân vận động Allegiant ở Las Vegas vùng ngoại ô của Paradise, Nevada.

WrestleMania là sự kiện truyền hình trả tiền (PPV) và livestream hàng đầu của WWE, lần đầu tiên được tổ chức vào năm 1985. Đây là sự kiện PPV đầu tiên trong lịch sử của công ty và cũng là sự kiện quy mô lớn đầu tiên được phát sóng trực tuyến khi WWE ra mắt nền tảng WWE Network vào tháng 2 năm 2014. WrestleMania là sự kiện lâu đời nhất của WWE, được tổ chức thường niên từ giữa tháng 3 đến giữa tháng 4, với sự tham gia của các đô vật đến từ hai thương hiệu chính là Raw và SmackDown.
Cùng với Royal Rumble, SummerSlam, Survivor Series và Money in the Bank, WrestleMania là một trong năm sự kiện lớn nhất trong năm của WWE, được gọi chung là nhóm "Big Five". Theo tạp chí Forbes, WrestleMania được xếp hạng là thương hiệu thể thao giá trị thứ sáu thế giới, và thường được ví như "Super Bowl của làng thể thao giải trí". Tương tự như Super Bowl, các thành phố phải đấu thầu để giành quyền đăng cai tổ chức WrestleMania.
Vào ngày 4 tháng 5 năm 2024, trong chương trình truyền hình trước cuộc đua Kentucky Derby lần thứ 150 trên kênh NBC, WWE chính thức công bố rằng Sân vận động Allegiant tại khu Paradise, Nevada (Las Vegas) sẽ là nơi đăng cai WrestleMania 41, diễn ra trong hai đêm: Thứ Bảy ngày 19 tháng 4 và Chủ Nhật ngày 20 tháng 4 năm 2025. Đây là lần đầu tiên WrestleMania được tổ chức vào cuối tuần Lễ Phục Sinh, và là sự kiện WWE thứ hai từng được tổ chức tại sân Allegiant, sau SummerSlam 2021.
Đồng thời, đây cũng là WrestleMania thứ hai được tổ chức tại khu vực Las Vegas, sau kỳ WrestleMania IX (1993) diễn ra tại Caesars Palace. Sự kiện năm nay được quảng bá dưới tên gọi “WrestleMania Vegas.”
- Vé combo hai ngày được mở bán từ 25 tháng 10 năm 2024,
- Vé một ngày được mở bán từ 24 tháng 1 năm 2025.

Một trong những ca khúc chủ đề chính thức của sự kiện là “Timeless” do The Weeknd và Playboi Carti trình bày – đánh dấu năm thứ sáu liên tiếp một ca khúc của The Weeknd được chọn làm nhạc chủ đề cho WrestleMania, một kỷ lục chưa từng có. Ngoài ra, ca khúc “Fein” của Travis Scott kết hợp với Playboi Carti cũng được chọn làm nhạc chủ đề chính thức.
Trong quá trình lựa chọn địa điểm, thành phố Minneapolis, bang Minnesota cũng là một ứng viên cuối cùng với đề xuất tổ chức tại sân U.S. Bank Stadium. Tuy nhiên, các nguồn tin từ nhóm vận động của Minneapolis cho biết việc WWE chọn khu vực Las Vegas là do “sự thay đổi chiến lược từ ban lãnh đạo mới,” sau khi WWE sáp nhập với UFC vào năm 2023 để thành lập TKO Group Holdings, do Endeavor – chủ sở hữu cũ của UFC – kiểm soát.
Để bù lại, WWE đã trao quyền đăng cai SummerSlam 2026 cho U.S. Bank Stadium của Minneapolis.

### Các Kênh Phát Sóng
Bên cạnh việc phát sóng toàn cầu qua hình thức truyền hình trả tiền truyền thống (pay-per-view), WrestleMania 41 cũng được livestream trên nhiều nền tảng khác nhau, tùy theo khu vực địa lý:
- Tại Hoa Kỳ, sự kiện được phát trực tiếp trên Peacock.
- Tại phần lớn các thị trường quốc tế, WrestleMania 41 được phát sóng trên Netflix.
- Tại một số quốc gia còn lại, nơi chưa chuyển giao quyền phát sóng sang Netflix do còn ràng buộc hợp đồng cũ, sự kiện vẫn được phát trên WWE Network phiên bản độc lập.

Đây là lần đầu tiên trong lịch sử, một kỳ WrestleMania được livestream trên Netflix, đánh dấu một cột mốc lớn sau khi WWE Network chính thức sáp nhập vào nền tảng này từ tháng 1 năm 2025 tại các khu vực đủ điều kiện. Những khu vực hiếm hoi còn duy trì WWE Network độc lập sẽ dần chuyển giao hoàn toàn sang Netflix khi các hợp đồng hiện tại hết hiệu lực trong thời gian tới.

### Các sự kiện khác của tuần WrestleMania
Như một phần của chuỗi hoạt động mừng WrestleMania 41, WWE đã tổ chức hàng loạt sự kiện đặc biệt trải dài trong cả tuần lễ. Tuần lễ bắt đầu với một tập đặc biệt mang tên “WrestleMania Edition” của Monday Night Raw, diễn ra tại Golden 1 Center ở Sacramento, California. Vào ngày 17 tháng 4, nền tảng Netflix đã phối hợp trình chiếu sự kiện WaleMania X từ Brooklyn Bowl, như một phần trong chuỗi lễ hội bên lề WrestleMania. Đêm trước WrestleMania 41, tức ngày 18 tháng 4, WWE chính thức khai mạc cuối tuần WrestleMania bằng một tập đặc biệt khác: “WrestleMania Edition” của Friday Night SmackDown. Tại đây, WWE đã tổ chức trận đấu truyền thống thường niên: André the Giant Memorial Battle Royal, với chiến thắng thuộc về Carmelo Hayes.
Ngay sau SmackDown, lễ vinh danh WWE Hall of Fame năm 2025 đã chính thức diễn ra. Vào chiều ngày WrestleMania thứ Bảy, thương hiệu NXT của WWE đã tổ chức sự kiện thường niên Stand & Deliver, một phần quan trọng trong lịch trình WrestleMania Weekend. Sau khi đêm WrestleMania thứ Bảy kết thúc, huyền thoại WWE – The Undertaker đã xuất hiện với chương trình biểu diễn cá nhân của ông mang tên 1deadMAN Show. Tiếp đó, sau khi đêm WrestleMania Chủ nhật khép lại, WWE tổ chức một sự kiện hài kịch đặc biệt: “The Roast of WrestleMania Featuring Tony Hinchcliffe & Friends”, với những màn đối thoại, trêu chọc và tri ân mang tính giải trí cao.
Sau tất cả, ngày 21 tháng 4 sẽ đánh dấu sự kiện Raw After WrestleMania, tập Raw đầu tiên sau đại tiệc, nổi tiếng với nhiều bất ngờ, khởi đầu mới và những sự trở lại. Toàn bộ tuần lễ WrestleMania sẽ kết thúc với một tập đặc biệt của NXT vào ngày 22 tháng 4. Các sự kiện SmackDown, Stand & Deliver, và Raw After WrestleMania được tổ chức trực tiếp tại T-Mobile Arena gần đó. Trong khi đó, các chương trình WWE Hall of Fame, 1deadMAN Show, The Roast of WrestleMania, và tập NXT ngày 22/4 được tổ chức tại Fontainebleau Las Vegas, trong BleauLive Theater.
Bên cạnh đó, hợp tác cùng Fanatics Events, WWE đã mang đến phiên bản thứ hai của “WWE World at WrestleMania” — một hội chợ fan kéo dài năm ngày, tổ chức tại Trung tâm Hội nghị Las Vegas, từ Thứ Năm ngày 17 tháng 4 đến Thứ Hai ngày 21 tháng 4.
Sự kiện bao gồm:
- Các buổi tọa đàm, phỏng vấn trực tiếp cùng các siêu sao WWE
- Thu âm podcast trực tiếp
- Các buổi giao lưu – ký tặng với các đô vật
- Một cửa hàng siêu lớn chuyên bán đồ lưu niệm, vinh danh chặng đường 41 năm của WrestleMania

WWE World cũng là nơi đăng cai lễ trao giải Slammy Awards, diễn ra vào chiều ngày 20 tháng 4. Ngoài ra, xuyên suốt tháng 4, WWE cũng hợp tác với trò chơi Clash of Clans, với sự xuất hiện của nhiều siêu sao WWE trong game, và đưa vào một hình thức tài trợ đặc biệt tại WrestleMania 41 được gọi là “enhanced match sponsorship” – tài trợ nâng cấp dành cho một trận đấu tại sự kiện. Đặc biệt, vào Thứ Sáu ngày 18 tháng 4 và Thứ Hai ngày 21 tháng 4, bình luận viên kiêm người dẫn chương trình nổi tiếng Pat McAfee sẽ phát sóng chương trình trò chuyện thể thao mang tên anh trực tiếp từ WWE World trên nền tảng ESPN.
Tuần lễ WrestleMania 41 không chỉ là một sự kiện thể thao – đó là một lễ hội giải trí đa chiều, kéo dài trọn tuần, với sự hòa quyện giữa đấu vật, văn hóa đại chúng, hài kịch, và cộng đồng fan cuồng nhiệt.

### Sự góp mặt của các ngôi sao
Đúng với truyền thống lâu đời của WrestleMania, sự kiện năm nay tiếp tục chào đón nhiều ngôi sao nổi tiếng từ các lĩnh vực khác đến tham gia với nhiều vai trò khác nhau, góp phần thổi bùng không khí lễ hội đỉnh cao của làng thể thao giải trí.
- Chủ tịch UFC Dana White đảm nhiệm phần dẫn truyện mở màn (cold open) cho Đêm 1, tạo nên một khởi đầu đậm chất kịch tính và trang nghiêm.
- Ca sĩ nhạc đồng quê Jelly Roll đã trình bày ca khúc "God Bless America" để khai mạc đêm đấu đầu tiên — một phần mở màn giàu cảm xúc và lòng yêu nước.
- Trong màn quảng bá tựa game Fatal Fury: City of the Wolves (2025), DJ nổi tiếng Salvatore Ganacci đã khuấy động không khí khi mở đầu phần entrance của Jey Uso, với sự tham gia đầy năng lượng từ đội cổ vũ Las Vegas Raiderettes.
- Nhà khí tượng học Jim Cantore của The Weather Channel bất ngờ góp mặt trong phần xuất hiện của Jade Cargill, tạo điểm nhấn độc đáo cho màn ra mắt trên sân khấu WrestleMania.
- Ban nhạc rock huyền thoại Living Colour trình diễn trực tiếp ca khúc "Cult of Personality" – bài hát biểu tượng của CM Punk – khi anh bước vào trận main event Đêm 1, mang lại một trong những khoảnh khắc giàu cảm xúc nhất trong sự kiện.

## Cốt truyện
Sự kiện này sẽ bao gồm các trận đấu có kết quả từ các cốt truyện được biên kịch từ trước. Kết quả được quyết định trước bởi các biên kịch của WWE bên Raw và SmackDown, trong khi cốt truyện được chiếu trên các chương trình truyền hình hàng tuần của WWE, Monday Night Raw và Friday Night SmackDown.

### Trận đấu chính (Main Event) đêm 1: Seth Rollins vs. CM Punk vs. Roman Reigns
Sự trở lại đầy chấn động của CM Punk tại Survivor Series: WarGames vào tháng 11 năm 2023 đã ngay lập tức thu hút sự chú ý – và căm phẫn – từ Seth Rollins. Tuy nhiên, Punk sau đó bị rách cơ tay sau tại Royal Rumble 2024, khiến anh phải nghỉ thi đấu trong nhiều tháng. Khi trở lại, Punk liên tục chạm trán Rollins cả trong hậu trường lẫn trên sàn đấu, làm tăng thêm sự thù địch giữa hai bên.
Tại Survivor Series: WarGames năm đó, CM Punk gia nhập đội của Roman Reigns với tư cách thành viên thứ năm, thay mặt cho người quản lý cũ của mình – Paul Heyman, người hiện đang là cố vấn đặc biệt của Reigns. Đây là cách Heyman trả ơn Punk vì đã đồng ý tham gia trận đấu. Đội của họ đã giành chiến thắng. Từ đó, Rollins càng thêm căm ghét cả Reigns lẫn Punk, khiến mối thù ba phía bùng nổ dữ dội. Sự căng thẳng này lên đến đỉnh điểm trong trận đấu tại Raw - tập đầu tiên phát trên Netflix, nơi CM Punk đánh bại Seth Rollins trong một trận đấu nảy lửa.
Tại Royal Rumble 2025, Punk tiếp tục loại cả Reigns và Rollins trước khi bị loại. Ba người sau đó lao vào hỗn chiến bên ngoài sàn đấu, trong đó Rollins tung cú stomp bằng cả hai chân lên Reigns, khiến Reigns không thể thi đấu trong vài tuần sau đó. Đến Elimination Chamber, Punk lại loại Rollins khỏi trận đấu, nhưng ngay sau đó bị Rollins trả đũa bằng một cú Stomp, khiến anh bị loại – thổi bùng mối hận giữa cả hai. Tuần sau trên Raw, Punk phát biểu về nỗi thất vọng vì chưa bao giờ được thi đấu main event tại WrestleMania, trước khi xô xát bùng nổ với Rollins. Cả hai sau đó đối đầu trong một trận Steel Cage, nơi Rollins giành chiến thắng nhờ sự can thiệp của Roman Reigns, người bất ngờ trở lại, lôi Rollins ra khỏi lồng sắt để tấn công anh – trả thù cú stomp ở Royal Rumble. Khi thấy Paul Heyman ra chăm sóc Punk, Reigns cũng quay sang tấn công cả Punk, thể hiện sự giận dữ tột độ.
Trên tập SmackDown ngày 21 tháng 3, một cuộc hỗn chiến giữa Reigns – Punk – Rollins nổ ra, và một trận đấu triple threat chính thức được lên lịch cho WrestleMania 41. Tại buổi ký hợp đồng tuần kế tiếp, Paul Heyman công bố đây sẽ là trận main event của Đêm 1 – một thông báo làm rung chuyển WWE Universe. Mặc dù bày tỏ lòng biết ơn khi cuối cùng cũng được góp mặt trong main event của WrestleMania, CM Punk khẳng định đây không phải là "ân huệ" mà Heyman nợ anh. Đến tập SmackDown ngày 4 tháng 4, Punk tiết lộ yêu cầu thực sự: Paul Heyman sẽ phải đứng ở góc võ đài bên phía anh tại WrestleMania – điều khiến Roman Reigns vô cùng tức giận.
Trong tập Raw ngày 7 tháng 4, Rollins đã chất vấn rồi tấn công Heyman, dẫn đến CM Punk xuất hiện và lao vào hỗn chiến với Rollins. Rollins chiếm thế thượng phong, và trong lúc Heyman đang chăm sóc Punk, anh giơ chân định tung cú Stomp lên Heyman, nhưng bất ngờ dừng lại giữa chừng và tuyên bố: "Heyman giờ nợ tôi một ân huệ."
Ba cái tên lớn nhất của kỷ nguyên hiện đại – CM Punk, Seth Rollins, và Roman Reigns – đối đầu trong một trận chiến lịch sử, nơi mọi mối thù, mọi nợ nần, và cả danh dự sẽ được thanh toán trên sàn đấu lớn nhất hành tinh.

### Trận đấu chính (Main Event) đêm 2: John Cena vs. Cody Rhodes
Tại sự kiện Money in the Bank 2024, John Cena đã bất ngờ tuyên bố rằng anh sẽ giải nghệ khỏi đấu vật chuyên nghiệp vào cuối năm 2025, đồng thời xác nhận rằng anh sẽ thi đấu tại WrestleMania 41 – sự kiện WrestleMania cuối cùng trong sự nghiệp huyền thoại kéo dài hơn hai thập kỷ của mình.
Sau khi thất bại trong trận Royal Rumble 2024, Cena đã quyết định tham gia trận Elimination Chamber như một cơ hội cuối cùng để giành quyền tranh đai vô địch thế giới tại WrestleMania 41. Anh khẳng định rằng việc main-event kỳ WrestleMania cuối cùng của mình và trở thành nhà vô địch WWE thế giới lần thứ 17 – phá kỷ lục lịch sử sẽ là “điều tốt nhất cho công ty”. Cùng thời điểm đó, Dwayne "The Rock" Johnson, với tư cách thành viên Hội đồng quản trị của TKO, đã tìm cách mua chuộc Cody Rhodes – đương kim Undisputed WWE Champion của SmackDown – để anh ta trở thành nhà vô địch mang tính biểu tượng của tập đoàn. Rock tuyên bố rằng sau trận đối đầu tại WrestleMania XL năm trước, cả hai đã trở thành “bạn thân”, và rằng anh có thể nâng tầm sự nghiệp của Rhodes nếu Rhodes đứng về phía công ty.
Tại Elimination Chamber: Toronto, John Cena đã giành chiến thắng, chính thức giành suất đối đầu Cody Rhodes tại WrestleMania. Sau trận, Rhodes bước ra để chúc mừng Cena, rồi đến lượt The Rock xuất hiện để nhận câu trả lời từ Rhodes. Rhodes từ chối lời đề nghị của Rock, và Cena bước tới ôm Rhodes trong khoảnh khắc tưởng như xúc động. Tuy nhiên, chỉ giây sau đó, Cena bất ngờ tấn công tàn bạo Cody Rhodes, chính thức quay heel và liên minh cùng The Rock – lần đầu tiên Cena hóa phản diện kể từ năm 2003.
Trong những tuần tiếp theo, Cena công khai lên án khán giả WWE, cho rằng họ đã đối xử tệ bạc với anh trong suốt hơn 20 năm qua. Anh nói rằng lý do quay lưng với Rhodes là bởi sự khinh miệt anh dành cho con người hiện tại của Rhodes. Rhodes phản bác gay gắt, cho rằng anh muốn đối đầu với “John Cena thật sự” tại WrestleMania 41 – chứ không phải phiên bản “than vãn, nhỏ nhen” như hiện tại. Cena tiếp tục tuyên bố rằng sau khi giành đai vô địch tại WrestleMania, anh sẽ nghỉ hưu cùng chiếc đai ấy, mang theo vinh quang đi vào huyền thoại.
Một trận đấu định mệnh, giữa một huyền thoại sắp khép lại sự nghiệp, và một biểu tượng mới đang giữ ngai vàng, không chỉ vì danh hiệu, mà còn là sự va chạm giữa quá khứ, hiện tại, và định nghĩa thật sự của cái tên "John Cena."

### Các trận đấu phụ nổi bật tại WrestleMania 41

#### Jey Uso vs. Gunther – Tranh đai vô địch thế giới hạng nặng Raw (Đêm 1)
Tại sự kiện Saturday Night’s Main Event XXXVIII, Gunther đã xuất sắc bảo vệ thành công đai vô địch thế giới hạng nặng của Raw sau khi đánh bại Jey Uso trong một trận đấu căng thẳng. Tuy nhiên, chỉ một tuần sau, Jey Uso đã tạo nên bước ngoặt lớn khi giành chiến thắng tại trận Royal Rumble dành cho nam tại sự kiện cùng tên, qua đó đoạt lấy cơ hội được chọn tranh đai vô địch tùy ý tại WrestleMania 41.
Dù chưa đưa ra quyết định chính thức, Uso đã xuất hiện trên Raw tuần sau để đối mặt trực tiếp với Gunther. Trong cuộc trao đổi, Gunther khiêu khích rằng Uso nên chọn nhà vô địch bên SmackDown, vì theo anh, "đã từng đánh bại Uso rồi" và một đối thủ xứng đáng hơn cho WrestleMania sẽ là John Cena. Sau khi có mặt tại SmackDown cùng tuần để quan sát, Uso chính thức xuất hiện trong tập Raw ngày 10 tháng 2 và bị Gunther bất ngờ tấn công ngay khi bước ra sân khấu.
Sau vụ việc, Uso chính thức tuyên bố sẽ thách đấu Gunther để tranh đai vô địch thế giới hạng nặng của Raw tại WrestleMania 41, biến mối thù cá nhân thành một trận chiến vì danh hiệu. WWE sau đó xác nhận trận đấu sẽ diễn ra vào Đêm 1 của WrestleMania.

#### Charlotte Flair vs. Tiffany Stratton – Tranh đai vô địch nữ SmackDown (Đêm 1)
Tại Royal Rumble 2025, Charlotte Flair – đại diện của SmackDown – giành chiến thắng trong trận Royal Rumble nữ, qua đó giành quyền chọn đối thủ tranh đai tại WrestleMania 41. Trong những tuần tiếp theo, Flair xuất hiện lần lượt tại Raw, NXT và SmackDown để đối mặt với các nhà vô địch nữ của mỗi thương hiệu, từ Rhea Ripley đến Lyra Valkyria và Tiffany Stratton.
Sau khi quan sát và đối đầu tâm lý với cả ba, Charlotte cuối cùng chọn Tiffany Stratton – đương kim vô địch nữ SmackDown – làm đối thủ tại WrestleMania. WWE chính thức xác nhận trận đấu sẽ diễn ra vào Đêm 1.
Đây là lần đầu tiên Stratton bảo vệ danh hiệu tại WrestleMania, trong khi Flair là một trong những đô vật nữ giàu kinh nghiệm và thành tích bậc nhất lịch sử. Cuộc đối đầu giữa “The Center of the Universe” và “The Queen” không chỉ là màn tranh đai, mà còn là sự đối đầu giữa tham vọng mới và di sản vững chãi.

#### Iyo Sky vs. Bianca Belair vs. Rhea Ripley – Tranh đai vô địch nữ thế giới Raw (Đêm 2)
Trong suốt tháng 2 năm 2025, WWE tổ chức các trận đấu loại để xác định những đô vật nữ đủ điều kiện tham gia trận Elimination Chamber, với phần thưởng là suất tranh đai vô địch nữ thế giới Raw tại WrestleMania 41. Trong trận loại của mình, Iyo Sky bất ngờ bị xử thua sau khi Rhea Ripley tấn công đối thủ của cô, khiến cô bị loại theo luật. Ý thức được trách nhiệm của mình, Ripley tuyên bố sẽ trao cho Sky một cơ hội tranh đai chính thức, được lên lịch sau Elimination Chamber, trong tập Raw ngày 3 tháng 3.
Trong khi đó, tại Elimination Chamber: Toronto, Bianca Belair – đến từ SmackDown – giành chiến thắng trong trận đấu chính, đoạt suất tranh đai tại WrestleMania. Sau đó vài ngày, trong tập Raw như đã hứa, Ripley bảo vệ đai trước Iyo Sky nhưng thất bại, giúp Sky trở thành tân vô địch nữ thế giới Raw và chính thức bước vào WrestleMania với danh nghĩa nhà vô địch.
Tuy nhiên, trong buổi ký hợp đồng ngày 17 tháng 3, Ripley bất ngờ xuất hiện, tấn công Sky và Belair bằng cú powerbomb và sau đó ký vào hợp đồng. Trận đấu được nâng lên thành triple threat. Ngày 31 tháng 3, Sky bảo vệ đai trước Ripley với Belair làm trọng tài khách mời, nhưng trận đấu kết thúc bằng double disqualification, khiến Sky vẫn giữ đai. Raw General Manager Adam Pearce sau đó chính thức xác nhận trận triple threat tranh đai sẽ diễn ra tại Đêm 2 của WrestleMania 41.

#### AJ Styles vs. Logan Paul – Trận đối đầu thương hiệu Raw (Đêm 2)
AJ Styles trở lại WWE một cách đầy bất ngờ tại Royal Rumble 2025 sau thời gian dài chấn thương, nhưng anh nhanh chóng bị loại khỏi trận bởi Logan Paul – đại diện trẻ tuổi và ngạo mạn của Raw. Không lâu sau đó, WWE chuyển Styles sang Raw trong kỳ chuyển nhượng, tạo tiền đề cho cuộc đối đầu nảy lửa giữa hai thế hệ.
Sau nhiều tuần căng thẳng, trong tập Raw ngày 31 tháng 3, AJ Styles thách đấu trực tiếp Logan Paul. Paul từ chối với lý do “không đánh miễn phí” và chỉ tay lên biểu tượng WrestleMania. Hai người sau đó lao vào ẩu đả dữ dội, buộc Tổng quản lý Raw – Adam Pearce – phải ra quyết định: Styles và Paul sẽ chính thức đối đầu tại WrestleMania 41.
WWE xác nhận trận đấu diễn ra vào Đêm 2. Một bên là biểu tượng kỳ cựu – AJ Styles, một bên là đại diện của thế hệ mạng xã hội – Logan Paul. Đây không chỉ là trận đấu phân định thắng thua, mà là trận chiến giữa di sản truyền thống và sức ảnh hưởng thời đại mới.

#### Jacob Fatu vs. LA Knight – Tranh đai vô địch Hoa Kỳ SmackDown (Đêm 1)
Tại tập SmackDown ngày 7 tháng 3 năm 2025, LA Knight giành lại chức vô địch WWE Hoa Kỳ. Ngay sau đó, nhiều cái tên lên tiếng muốn thách đấu, trong đó có thành viên mới đầy nguy hiểm của The Bloodline – Jacob Fatu. Trong tập ngày 21 tháng 3, Braun Strowman – người đang có mối thù với Fatu, Solo Sikoa và Tama Tonga – đánh bại Fatu qua xử thua do bị Sikoa và Tama can thiệp. Với chiến thắng này, Strowman được trao suất tranh đai với Knight vào tuần sau.
Tuy nhiên, trận đấu giữa Knight và Strowman kết thúc không kết quả khi Fatu tấn công cả hai người. Trong tập SmackDown ngày 4 tháng 4, Fatu đánh bại Strowman trong trận Last Man Standing, qua đó chính thức giành suất tranh đai với LA Knight tại WrestleMania. WWE sau đó xác nhận trận đấu sẽ diễn ra tại Đêm 1.
Đây là màn ra mắt WrestleMania đầu tiên của Jacob Fatu, người mang theo di sản của The Bloodline đối đầu với LA Knight – kẻ đang bước vào sân khấu lớn nhất năm với tất cả sự tự tin, tốc độ và khát khao giữ vững vị trí đỉnh cao.

#### Lyra Valkyria & Becky Lynch vs. Liv Morgan & Raquel Rodriguez – Tranh đai đồng đội nữ WWE (Đêm 2)
Trong tập Raw ngày 10 tháng 2 năm 2025, Bayley đánh bại đương kim vô địch liên lục địa nữ Lyra Valkyria trong một trận không tranh đai, qua đó giành suất tham dự trận Elimination Chamber nữ. Hai tuần sau, Liv Morgan và Raquel Rodriguez lên ngôi vô địch đồng đội nữ sau một chiến thắng thuyết phục. Tại Elimination Chamber: Toronto, Morgan loại Bayley khỏi trận đấu nhưng bản thân lại không thể giành chiến thắng chung cuộc.
Trong tập Raw ngày 10 tháng 3, Raquel Rodriguez đánh bại Bayley để giành suất tranh đai với Valkyria trong tương lai. Tuy nhiên, dù giành chiến thắng, Valkyria vẫn hứa sẽ trao cơ hội tranh đai cho Bayley. Đến ngày 24 tháng 3, Valkyria bảo vệ thành công danh hiệu trước Rodriguez bất chấp sự can thiệp từ Morgan. Sau trận, cả Morgan và Rodriguez tấn công Valkyria nhưng được Bayley xuất hiện cứu nguy. Trong tập Raw ngày 7 tháng 4, Valkyria đánh bại Bayley để giữ đai, và tại SmackDown cùng tuần, Bayley cùng Valkyria chiến thắng trận gauntlet đồng đội nữ, chính thức giành suất tranh đai tại WrestleMania 41.
Trận đấu được xác nhận diễn ra vào Đêm 2. Tuy nhiên, ngay trước khi Đêm 1 lên sóng, Bayley bất ngờ bị tấn công ở hậu trường và bị loại khỏi trận. Lyra Valkyria buộc phải tìm người thay thế và trong khoảnh khắc gây bùng nổ tại WrestleMania, Becky Lynch – The Man – trở lại và nhận lời sát cánh cùng Valkyria trong trận tranh đai lớn nhất năm.

#### Jade Cargill vs. Naomi – Trận đối đầu cá nhân nữ SmackDown (Đêm 1)
Tại tập SmackDown ngày 22 tháng 11 năm 2024, Jade Cargill bị phát hiện đã bị tấn công trong bãi đậu xe bởi một kẻ giấu mặt, buộc cô phải rút lui khỏi thi đấu vô thời hạn. Trong thời gian Cargill vắng mặt, Naomi bất ngờ đứng ra thay thế cô, trở thành một nửa của bộ đôi vô địch đồng đội nữ WWE cùng Bianca Belair. Cùng lúc, Naomi và Belair tự khởi xướng cuộc điều tra nhằm tìm ra thủ phạm vụ tấn công, và họ nghi ngờ Liv Morgan cùng Raquel Rodriguez là những kẻ đứng sau. Cả hai sau đó đồng ý bảo vệ đai trước Morgan và Rodriguez trong tập Raw ngày 24 tháng 2, nhưng thất bại và đánh mất danh hiệu.
Sau trận thua, cả Naomi và Belair giành suất tham gia Elimination Chamber nữ, nhưng trước khi trận đấu bắt đầu, Jade Cargill bất ngờ trở lại, tấn công Naomi một cách dã man khiến cô bị loại khỏi trận do chấn thương. Một tuần sau, Naomi gây sốc khi thẳng thừng thú nhận chính cô là người đã tấn công Cargill từ đầu – và tuyên bố lẽ ra cô nên làm điều đó sớm hơn. Động thái này đánh dấu lần đầu tiên Naomi quay heel kể từ năm 2016. Bianca Belair, cảm thấy bị phản bội, đã lập tức rời bỏ Naomi, chấm dứt mối quan hệ đồng đội giữa hai người.
Căng thẳng giữa Naomi và Cargill leo thang nhanh chóng trong những tuần sau đó, khi cả hai liên tục tấn công nhau ở cả trong và ngoài sàn đấu. Không để mâu thuẫn này vượt tầm kiểm soát, Tổng quản lý SmackDown – Nick Aldis – đã chính thức lên lịch cho trận đấu đơn giữa Naomi và Jade Cargill tại WrestleMania 41. WWE sau đó xác nhận trận đấu sẽ diễn ra vào Đêm 1 của sự kiện.

#### Bron Breakker vs. Finn Bálor vs. Dominik Mysterio vs. Penta – Tranh đai Liên lục địa WWE (Đêm 2)
Mọi chuyện khởi đầu vào tập Raw ngày 17 tháng 2, khi Bron Breakker – đương kim vô địch Liên lục địa – vô tình tấn công Dominik Mysterio sau trận đấu của anh. Hành động này nhanh chóng làm bùng lên mâu thuẫn giữa Breakker và Judgment Day, dẫn đến một trận đấu không tranh đai vào tuần sau. Tuy nhiên, trận đấu kết thúc bằng xử thua do sự can thiệp của Carlito và Finn Bálor, hai đồng đội của Mysterio. Trong những tuần tiếp theo, Breakker nhiều lần bị Judgment Day phục kích, nhưng cũng có lúc lật ngược thế trận, thể hiện mình không dễ bị bắt nạt.
Căng thẳng lên cao khi Mysterio bắt đầu công khai ý định chiêu mộ Penta vào Judgment Day, điều khiến Finn Bálor không hài lòng. Trong khi đó, Breakker tiếp tục bảo vệ đai thành công trước chính Bálor. Sau trận, Mysterio và Carlito lại tấn công Breakker, nhưng lần này Penta xuất hiện để cứu nguy. Dù vậy, ánh mắt đối đầu giữa Breakker và Penta khiến cả WWE Universe tò mò về mối quan hệ thật sự giữa hai người. Sau đó, Penta được trao cơ hội tranh đai với Breakker trong một trận đấu đơn, nhưng lại kết thúc bằng một pha xử thua sau khi Mysterio và Carlito phá rối. Mysterio thậm chí còn cố gắng ép Penta dùng ghế tấn công Breakker, nhưng bất ngờ thay, Penta quay lưng và đánh luôn chính Mysterio.
Cặp đôi Breakker – Penta được xếp vào một trận tag team đối đầu Bálor và Mysterio, và dù họ giành chiến thắng, Breakker lại vô tình tung cú Spear vào Penta, khiến quan hệ giữa họ thêm phần căng thẳng. Không để mọi chuyện kéo dài, Raw ngày 7 tháng 4, Tổng quản lý Adam Pearce công bố trận tranh đai liên lục địa sẽ chính thức là một trận đấu bốn người (Fatal Four-Way) tại WrestleMania 41 giữa Bron Breakker, Finn Bálor, Dominik Mysterio và Penta – diễn ra vào Đêm 2.

#### El Grande Americano vs. Rey Fénix – Trận đối đầu đặc biệt theo phong cách lucha libre (Đêm 1)
Cuối năm 2024 và đầu năm 2025, Chad Gable liên tục thất bại trước nhiều đô vật theo trường phái lucha libre, đặc biệt là các thành viên của nhóm Latino World Order (LWO). Sau chuỗi trận thua đáng thất vọng, Gable tuyên bố tạm rút lui khỏi WWE (trong bối cảnh kayfabe) để “tự giải quyết vấn đề lucha libre” của mình.
Tại tập Raw ngày 10 tháng 3, một luchador bí ẩn với chiếc mặt nạ kiểu Mỹ – mang phong cách của nhóm American Made mà Gable sáng lập – bất ngờ xuất hiện và khiến Rey Mysterio cùng Dragon Lee thua một trận đồng đội. Gable ngay lập tức phủ nhận mình là người đứng sau lớp mặt nạ. Tuy nhiên, đến Raw ngày 24 tháng 3, luchador này – nay được gọi tên là El Grande Americano – có trận ra mắt chính thức và đánh bại Dragon Lee.
Hai tuần sau, El Grande Americano cùng hai đồng đội trong American Made là The Creed Brothers (Brutus Creed & Julius Creed) đánh bại nhóm LWO (Dragon Lee, Joaquin Wilde và Cruz Del Toro) trong một trận 6-man tag. Trận này dấy lên tranh cãi khi Ivy Nile lén giấu một miếng kim loại trong mặt nạ của Americano để anh ta sử dụng chống lại Lee. Sau trận, Rey Mysterio tuyên bố Americano đang sỉ nhục nghệ thuật và truyền thống lucha libre, và yêu cầu một trận đấu đơn với anh ta. Raw General Manager Adam Pearce chấp thuận và để Mysterio chọn thời điểm, địa điểm – và ông chọn WrestleMania 41. WWE sau đó xác nhận trận đấu sẽ diễn ra vào Đêm 1.
Trong tập WrestleMania SmackDown đặc biệt ngày 18 tháng 4, Rey Fénix loại Gable khỏi trận André the Giant Memorial Battle Royal, nhưng chính Fénix sau đó lại bị loại bởi El Grande Americano, người không hề được đăng ký thi đấu trận đó. Sau đó trong đêm, Mysterio, Dragon Lee và Fénix đánh bại Gable và The Creed Brothers trong một trận 6-man tag hấp dẫn. Tuy nhiên, Mysterio bị chấn thương trong trận đấu – sau đó được xác nhận là rách háng.
Một ngày sau, trong chương trình Countdown to WrestleMania 41, Mysterio tuyên bố rằng anh không đủ điều kiện y tế để thi đấu và sẽ nhường lại vị trí cho Rey Fénix, người sẽ thay mặt anh đối đầu El Grande Americano tại WrestleMania 41 – Đêm 1.

#### Drew McIntyre vs. Damian Priest – Sin City Street Fight (Đêm 2)
Tại WrestleMania XL, Drew McIntyre cuối cùng cũng chạm tới vinh quang khi đánh bại Seth Rollins để giành đai vô địch thế giới hạng nặng. Tuy nhiên, niềm vui của anh chỉ kéo dài đúng 5 phút 46 giây. Ngay sau chiến thắng, McIntyre quay sang chế giễu kình địch của mình – CM Punk, người đang ngồi ở bàn bình luận. Punk sau đó lập tức đứng dậy và tấn công McIntyre bằng nẹp tay, tạo điều kiện cho Damian Priest thành công trong việc cash-in hợp đồng Money in the Bank, giành lấy chức vô địch ngay trước sự bàng hoàng của khán giả toàn cầu.
Trong những tháng tiếp theo, mối thù giữa McIntyre và Priest tiếp tục leo thang. Tại Clash at the Castle: Scotland, Priest đánh bại McIntyre để bảo vệ đai vô địch, ngay trên quê hương của đối thủ. Đến sự kiện Money in the Bank, McIntyre giành chiến thắng trong trận ladder match danh giá, đoạt lấy chiếc cặp tiền quyền lực, nhưng sau đó lại thất bại khi cố gắng cash-in lên chính Priest ngay trong đêm. Vài tuần sau, Priest mất đai vào tay Gunther tại SummerSlam, nhưng mâu thuẫn giữa anh và McIntyre vẫn chưa kết thúc.
Đầu năm 2025, cả hai được chuyển sang thương hiệu SmackDown trong kỳ chuyển nhượng nội bộ. Họ tiếp tục chạm mặt tại các sự kiện lớn: Priest loại McIntyre khỏi cả Royal Rumble và Elimination Chamber, nhưng sau đó bị McIntyre tấn công trả đũa, khiến Priest mất cơ hội chiến thắng trong Chamber.
Sau nhiều tuần xung đột căng thẳng, ngày 10 tháng 4, Tổng quản lý SmackDown Nick Aldis chính thức công bố trận đấu giữa Priest và McIntyre tại WrestleMania 41, với thể thức đặc biệt: Sin City Street Fight – một trận đấu không luật lệ, không giới hạn, và chỉ có sự sống còn. WWE sau đó xác nhận trận đấu sẽ diễn ra vào Đêm 2.

#### The War Raiders vs. The New Day – Tranh đai đồng đội thế giới (Đêm 1)
Sau khi loại Big E khỏi The New Day trong tập Raw ngày 2 tháng 12 năm 2024, Kofi Kingston và Xavier Woods chuyển toàn bộ sự tập trung của mình vào mục tiêu lớn: chức vô địch đồng đội thế giới, khiêu chiến trực diện nhà đương kim vô địch – The War Raiders (Erik và Ivar).
Trong tập Raw ngày 7 tháng 4 năm 2025, hai đội đối đầu trong một trận tranh đai. Trong những phút cuối, Woods cố dùng ghế sắt tấn công Erik, nhưng cú đánh không trúng và Erik lại vô tình đánh ngược lại Woods bằng chính chiếc ghế đó. Trọng tài chỉ thấy Erik là người sử dụng ghế và tuyên bố The New Day thắng trận qua hình thức bị xử thua (disqualification). Tuy nhiên, theo luật WWE, danh hiệu không thể đổi chủ qua DQ hoặc countout, trừ khi có quy định đặc biệt, nên The War Raiders vẫn giữ đai.
Ngay sau trận, Kingston và Woods tấn công The War Raiders sau tiếng chuông nhưng bị đội ngũ trọng tài và quản lý WWE can thiệp kịp thời. Vài ngày sau, vào ngày 11 tháng 4, Raw General Manager Adam Pearce công bố một trận tái đấu giữa hai đội tại WrestleMania 41. WWE chính thức xác nhận trận tranh đai sẽ diễn ra vào Đêm 1.

#### Randy Orton – Thách đấu mở tại WrestleMania 41 (Đêm 2)
Randy Orton ban đầu được lên lịch đối đầu Kevin Owens tại WrestleMania 41, sau hàng tháng trời mâu thuẫn bùng nổ. Tuy nhiên, vào tập SmackDown ngày 4 tháng 4 năm 2025, WWE thông báo Kevin Owens sẽ không thể thi đấu do cần phẫu thuật cổ, khiến trận đấu bị hủy bỏ.
Mâu thuẫn giữa Orton và Owens bắt đầu từ Bad Blood ngày 5 tháng 10 năm 2024, khi người hâm mộ ghi lại cảnh Owens tấn công Cody Rhodes ngay sau khi sự kiện kết thúc. Trong những tuần tiếp theo, Orton – bạn chung của cả hai – cố gắng hòa giải, nhưng Owens lại tấn công Orton trong bãi đậu xe, cho rằng anh đứng về phía Cody.
Tại Crown Jewel ngày 2 tháng 11, trận đấu giữa họ không bao giờ chính thức bắt đầu khi cả hai lao vào đánh nhau khắp nhà thi đấu, với Owens chiếm thế thượng phong. Trong tập SmackDown sau đó, Owens tiếp tục tấn công Orton bằng một cú piledriver, khiến Orton vắng mặt cho đến tận Elimination Chamber: Toronto, nơi anh bất ngờ trở lại để trả thù Owens sau trận đấu của Owens với Sami Zayn.
Sau nhiều lần đụng độ, Orton chính thức thách đấu Owens tại WrestleMania 41, và trận đấu được xác nhận. Nhưng chấn thương cổ của Owens đã khiến mọi thứ dừng lại ngay trước thềm đại chiến. Với ý chí không muốn bị loại khỏi sân khấu lớn nhất năm, Orton quyết định đưa ra một lời thách đấu mở tại Đêm 2 của WrestleMania 41, để bất kỳ ai cũng có thể bước ra và đối đầu với anh trong trận đấu không báo trước.

## Trận Đấu

### Đêm 1 (19/4)
| #                                           | Kết quả                                                                                                  | Thể loại                                               | Thời gian |
| ------------------------------------------- | --- | ------------------------------------------------------ | --------- |
| 1                                           | Jey Uso đánh bại Gunther (c) bằng đòn khóa                                                               | Trận đánh đơn giành đai World Heavyweight Championship | 16:30     |
| 2                                           | The New Day (Kofi Kingston và Xavier Woods) đánh bại The War Raiders (Erik và Ivar) (c) bằng đếm pinfall | Trận đánh đội giành đai World Tag Team Championship    | 9:15      |
| 3                                           | Jade Cargill đánh bại Naomi bằng đếm pinfall                                                             | Trận đánh đơn                                          | 9:20      |
| 4                                           | Jacob Fatu đánh bại LA Knight (c) bằng đếm pinfall                                                       | Trận đánh đơn giành đai WWE United States Championship | 10:40     |
| 5                                           | El Grande Americano đánh bại Rey Fénix bằng đếm pinfall                                                  | Trận đánh đơn                                          | 7:55      |
| 6                                           | Tiffany Stratton (c) đánh bại Charlotte Flair bằng đếm pinfall                                           | Trận đánh đơn giành đai WWE Women's Championship       | 19:05     |
| 7                                           | Seth Rollins đánh bại Roman Reigns và CM Punk (with Paul Heyman) bằng đếm pinfall                        | Trận đánh ba                                           | 32:55     |
| - (c) – chỉ người vô địch bước vào trận đấu | |                                                        |           |

### Đêm 2 (20/4)
| #                                           | Kết quả                                                                                   | Thể loại                                                  | Thời gian |
| ------------------------------------------- | ----------------------------------------------------------------------------------------- | --------------------------------------------------------- | --------- |
| 1                                           | Iyo Sky (c) đánh bại Bianca Belair và Rhea Ripley bằng đếm pinfall                        | Trận đánh ba giành đai Women's World Championship         | 14:25     |
| 2                                           | Drew McIntyre đánh bại Damian Priest bằng đếm pinfall                                     | Trận đánh đơn thể thức Sin City Street Fight              | 13ː55     |
| 3                                           | Dominik Mysterio đánh bại Bron Breakker (c), Penta và Finn Bálor bằng đếm pinfall         | Trận đánh bốn giành đai WWE Intercontinental Championship | 10ː30     |
| 4                                           | Randy Orton đánh bại Joe Hendry bằng đếm pinfall                                          | Trận đấu đơn Đây là thách đẩu mở cho mọi người.           | 3ː10      |
| 5                                           | Logan Paul đánh bại AJ Styles bằng đếm pinfall                                            | Trận đánh đơn                                             | 17ː50     |
| 6                                           | Lyra Valkyria và Becky Lynch đánh bại Liv Morgan và Raquel Rodriguez (c) bằng đếm pinfall | Trận đấu đội giành đai WWE Women's Tag Team Championship  | 8ː40      |
| 7                                           | John Cena đánh bại Cody Rhodes (c) bằng đếm pinfall                                       | Trận đấu đơn giành đai Undisputed WWE Championship        | 21ː40     |
| - (c) – chỉ người vô địch bước vào trận đấu |                                                                                           |                                                           |           |

## External links
- Website chính thức

1. ↑  Ban đầu người được đấu trận này là Bayley, đồng đội của Valkyria, nhưng Bayley đã bị loại sau khi bị tấn công sau hậu trường.